# Akbuzat versenypálya
Az Akbuzat versenypálya egy lóversenypálya  Ufában, Oroszországban. A létesítmény 1968 és 1982 között épült. A versenyt egyszerre akár 6500 néző is megtekintheti.
A pálya neve ("Akbuzat") egy szárnyas ló, a baskír eposz hősének nevére utal. 2009 óta a létesítmény a Szovjetunió Hőséről, Tagir Kuszimovról nevezték el.

## Története
Az első lóversenypályát Ufában a 19. század végén hozták létre. A jelenlegi pálya 1968 és 1982 között épült, az első versenyre 1982. július 26-án került sor. A megnyitása egybeesett Baskíria Oroszországhoz való csatlakozásának 425. évfordulójának megünneplésével.
A 2005 és 2007 között a létesítményt korszerűsítették, és a 2007. október 11–14-i újranyitást ekkor a történelmi csatlakozás 450. évfordulójával kötötték egybe.
A pályát az egyik legjobbnak tartják Oroszországban. Számos hazai és nemzetközi rendezvényre került sor benne.

## A sportlétesítmény jellemzői
A pálya nyugati oldalán egy külön épület található, többek között adminisztrációs helyiségek számára. Akár 4000 néző befogadására alkalmas, elkülönítette terek a versenymegfigyelők számára, valamint fedett szabadtéri lelátó további 1500 néző számára. A létesítmény négy ovális, szimmetrikus pályát tartalmaz, a két versenypálya (1144 és 1000 m hosszú), egy technikai pálya (950 m) és egy edzőpálya (893 m). A pályákon belül lovas versenypályák, bemelegítési és edzési helyek találhatók. A pálya déli íve mögött lovas versenypályával és 680 nézőt befogadó lelátóval ellátott csarnok található. Télen a területen jégpályát alakítanak ki.

## Múzeum
A versenypálya épületében a komplexum és a lovassport vívmányainak szentelt múzeum található. Tartalmazza a baskír lófajtának szentelt kiállításokat, lovassport-szekciót, a rekordok falát (12 leghíresebb ló, amely rekordot döntött itt) valamint a baskír csapat által különböző versenyeken nyert kupákat.

## Fordítás
- Ez a szócikk részben vagy egészben  a   Hipodrom Akbuzat w Ufie című lengyel Wikipédia-szócikk ezen változatának fordításán alapul.  Az eredeti cikk szerkesztőit annak laptörténete sorolja fel. Ez a jelzés csupán a megfogalmazás eredetét és a szerzői jogokat jelzi, nem szolgál a cikkben szereplő információk forrásmegjelöléseként.